# Матейченко Костянтин Володимирович
Костянти́н Володи́мирович Мате́йченко (нар. 17 грудня 1970, м. Костянтинівка, Донецька область) — український політичний та військовий діяч, Народний депутат України VIII скликання. Під час бойових дій на Донбасі командував добровольчим батальйоном «Артемівськ» та керував державними адміністраціями Краснолиманського та Артемівського районів Донецької області.

## Освіта
У 1991 році закінчив Томське вище командне училище зв'язку, у 2006 році Національну академію державного управління при Президентові України.

## Кар'єра
З 1991 по 1998 роки обіймав посади від командира взводу до заступника військової частини А0623 Артемівської механізованої дивізії. Військову кар'єру закінчив у званні майора.
З 1998 по 2002 рр. — директор приватного сільськогосподарського підприємства «Квін», з 2011 р. по 2012 р. — заступник директора фермерського господарства «Радій» с. Покровське Артемівського району.

## Політична діяльність
З 2002 по 2010 роки як член Партії регіонів обіймав посаду сільського голови села Покровське Бахмутського району. Входив також до Соцпартії.
З 2012 р. по час — консультант з суспільно-політичних питань громадської організації «Фронт Змін».
2012 р. — кандидат в народні депутати по мажоритарному округу № 46 від ВО «Батьківщина».

### Кримінальне переслідування
5 серпня 2013 року міліція затримала лідера обласної організації Батьківщина Костянтина Матейченка за підозрою у «перевищенні службових повноважень» під час того, як у 2002—2010 рр. Матейченко був головою селища Покровське.
Згодом за вироком Бахмутського райсуду лідер обласної організації в Донецькій області від ВО «Батьківщина» Костянтин Матейченко отримав три роки позбавлення волі згідно з рішенням Бахмутського райсуду.
У прес-службі партії «Батьківщина» пов'язали справу із політичною діяльністю Матейченка. Та були впевнені, що справу проти політика порушили через участь у виборах 2012 року, коли він балотувався в окрузі № 46.
«Костянтин Матейченко, який балотувався у 46-му виборчому окрузі, більше часу проводив на допитах і судах у цій справі, ніж на зустрічах з виборцями. Це було на руку його опонентові в окрузі від Партії регіонів Сергію Клюєву», — наголосили в партії.

### Участь в АТО на Донбасі
На початку червня 2014 року  Костянтина Матейченка було призначено командиром батальйону «Артемівськ». Разом із підрозділами Національної гвардії брав участь у звільненні від терористів села Закітне у Краснолиманському районі Донецької області та розпочав установлення блокпостів на підступах до Бахмутського району Донеччини.
Увечері 4 липня 2014 року батальйон здійснив розвідувальний рейд до міста Бахмут, де знищив місцевий штаб терористів «ДНР».
6 липня бійці батальйону продовжували облаштування блокпостів навколо Бахмутського району Донеччини.
27 липня 2014 року бійці батальйону звільнили селище Зайцеве Горлівської міськради.
30 липня 2014 року бійцями батальйону звільнено від терористів залізничну станцію Микитівка, блокпост Майорський і будівля ЖЕКу по вулиці Фадєєва, де був основний штаб представників незаконних збройних формувань у околицях Горлівки Донецької області. Над будівлею дільничного пункту міліції Микитівського райвідділку у Горлівці піднято державний прапор України.

### Призначення у виконавчу владу
5 червня в.о. Президента України Олександр Турчинов призначив командира батальйону «Артемівськ» тимчасово виконуючим обов'язки голови Краснолиманської районної державної адміністрації. «З метою підвищення гарантій забезпечення життєдіяльності, законності і правопорядку на території Краснолиманського району Донецької області, відповідно до статей 112 і 118 Конституції України постановляю: призначити Матейченко Костянтина Володимировича тимчасово виконувачем обов'язків голови Краснолиманської районної державної адміністрації», — йшлося в тексті указу.
8 липня Президент України Петро Порошенко призначив Костянтина Матейченка главою Бахмутської райдержадміністрації. Новопризначеного керівника представляв міністр внутрішніх справ Арсен Аваков, який зазначив, що ключовими завданнями будуть закріплення миру в місті та стабілізація ситуації в місті.
10 вересня 2014 на з'їзді партії «Народний фронт» разом із командирами добровольчих батальйонів був включений до Військової ради — спеціального органу, який розроблятиме пропозиції по обороноздатності України.

### Народний депутат
У листопаді 2014 року був обраний депутатом Верховної ради України від політичної партії «Народний фронт». Автор проєкту Закону України «Про внесення змін до Кримінального кодексу України (щодо захисту та збереження авторитету держави)» № 2225 від 24.02.2015 р., який передбачає позбавлення волі за критику державної влади.